# Vojo Gardašević
Vojo Gardašević est un footballeur puis entraîneur monténégrin, né le 10 octobre 1940 à Podgorica dans le royaume de Yougoslavie. Il évolue au poste de défenseur du début des années 1960 au début des années 1970.
Formé au FK Budućnost Podgorica, il joue ensuite au FK Sutjeska Nikšić puis dans les clubs néerlandais des Zwolsche Boys et du PEC Zwolle.
Devenu entraîneur, il dirige notamment les équipes nationales d'Irak, du Kenya, des Seychelles.

## Biographie
Vojo Gardašević débute en professionnel au FK Budućnost Podgorica. Avec ce club, il est finaliste en 1965 de la Coupe de Yougoslavie. Il rejoint ensuite le FK Sutjeska Nikšić puis émigre ensuite aux Pays-Bas, jouant aux Zwolsche Boys, club semi-amateur, pendant une saison puis au PEC Zwolle qui termine en 1971 deuxième de troisième division et accède ainsi à l'échelon supérieur. Il quitte le club à la suite de problèmes relationnels avec son entraîneur.
Il devient ensuite entraîneur tout d'abord comme adjoint dans son premier club le FK Budućnost Podgorica. Il dirige ensuite le club yougoslave du FK Zeta. En 1980, il prend en charge le club irakien de Al Tayaran puis devient, l'année suivante, sélectionneur de l'Irak. Il dirige ensuite des clubs jordaniens et koweitiens. En 1995, il prend en main le club kenyan de Gor Mahia FC avec qui il remporte le titre, il est alors appelé comme sélectionneur du Kenya. En 1997, il devient sélectionneur des Seychelles et remporte la médaille de bronze Jeux des îles de l'océan Indien 1998. Il occupe ce poste jusqu'en 2000 puis dirige la sélection d'Érythrée. La même année, il prend en main le club seychellois La Passe FC qu'il mène au titre en fin de saison et réussit le doublé en remportant la Coupe du Président. Il remporte de nouveau le titre en 2004 et en 2005, il est également vainqueur de la Coupe de la Ligue en 2003 et finaliste de la Coupe du Président en 2004. Après La Passe FC, il dirige la Anse Réunion FC et remporte avec ce club le titre en 2006 et reçoit en fin de saison le titre d'entraîneur de l'année. Il remporte l'année suivante la Coupe de la Ligue.

## Palmarès

### Joueur
- Finaliste de la Coupe de Yougoslavie en 1965 avec le FK Budućnost Podgorica.

### Entraîneur
- Champion du Kenya en 1995 avec Gor Mahia FC.
- Médaille de bronze Jeux des îles de l'océan Indien 1998 avec les Seychelles.
- Champion des Seychelles en 2002, 2004, 2005 avec La Passe FC, en 2006 avec la Anse Réunion FC.

- Vainqueur de la Coupe des Seychelles en 2012 avec la Anse Réunion FC.
- Finaliste de la Coupe des Seychelles en 2007 avec la Anse Réunion FC.
- Vainqueur de la Coupe de la Ligue en 2003 avec La Passe FC et en 2007 avec la Anse Réunion FC.
- Vainqueur de la Coupe du Président des Seychelles en 2002 avec La Passe FC
- Finaliste de la Coupe du Président des Seychelles en 2004 avec La Passe FC, en 2006, 2007 et 2012 avec la Anse Réunion FC.